# تشيلسي موسم 2017–18
كان موسم 2017–18 هو الموسم الـ104 لتشيلسي، والموسم التاسع والعشرون على التوالي في الدوري الإنجليزي الممتاز، والموسم السادس والعشرون على التوالي في الدوري الإنجليزي الممتاز، والموسم الـ112 على وجود النادي كنادي كرة قدم.  ويغطي الموسم الفترة من 1 يوليو 2017 إلى 30 يونيو 2018.
كان هذا الموسم هو الأول منذ موسم 1997–98 بدون قائد النادي السابق جون تيري، بعد رحيله إلى أستون فيلا في صفقة انتقال مجانية بعد 22 عامًا مع النادي. كما غاب منذ موسم 2007–08 المدافع الصربي برانيسلاف إيفانوفيتش، الذي رحل أيضًا في نفس فترة الانتقالات، لينتقل إلى نادي زينيت سانت بطرسبرغ الروسي. عاد تشيلسي إلى دوري أبطال أوروبا بعد غياب موسم واحد، ودخل موسم الدوري الإنجليزي الممتاز بصفته حامل اللقب. كان هذا الموسم أيضًا هو الأول لتشيلسي تحت صفقة الملابس الجديدة مع شركة نايكي، وهي الصفقة التجارية الأكثر ربحية في تاريخ النادي. 